# Фурен
Фу̀рен е село в Северозападна България. То се намира в община Криводол, област Враца.

## География
Село Фурен се намира на 40 километра от Оряхово, Враца, Монтана и е разположено по двата склона на дълбок дол с извори, недалеч от река Рибине. Граничи на изток с Малорад и Рогозен, на юг – с Лесура, на запад – с Лехчево, и на север – с Бели брод.
Село Фурен е наричано от местните „центъра на земята“ поради еднаквото си разстояние от големите градове.

## Климат
Зимата е студена, със средна януарска температура −1°C, а лятото е горещо, със средна юлска температура около 22,5 – 23°C. Пролетта е хладна и ветровита, а есента сравнително приятна и слънчева.

## История
Според жителите на селото името му произлиза от вареници (фурни): „Тук, където е заселено селото Фурен е имало още от древни времена вареници (фурни), в които се печело вар, от които и то носи наименованието си Фурен. Покрай тези фурни са заживели стари люде, които са работели на тех и така покрай тех са се направили колиби (жилища) и се е образувало селото (Кратка историческа справка, писана за Комитета за отпразнуване 1000 години от царството на Симеон и 50-годишнина от Освобождението – 11 януари 1928 г. Съхранява се в ТДА – Враца). Според историка Богдан Николов името на селото е свързано с близкото градище Костадин. То е произлязло от гръцката дума „фрурио“ (φρούριο), която означава крепост, укрепление, градище, твърдина.
През лятото на 1950 година, в разгара на колективизацията, в горянска група в селото подпалва снопите по време на вършитба.

## Население
Преброяване на населението през 2011 г.
Численост и дял на етническите групи според преброяването на населението през 2011 г.:
|                     | Численост | Дял (в %) |
| Общо                | 251       | 100,00    |
| Българи             | 205       | 81,67     |
| Турци               | 0         | 0,00      |
| Цигани              | 0         | 0,00      |
| Други               | 0         | 0,00      |
| Не се самоопределят | 3         | 1,19      |
| Неотговорили        | 42        | 16,73     |

## Културни и природни забележителности
Районът на Фурен е богат на праисторически и антични селища.

## Редовни събития
В края на месец октомври е съборът на с. Фурен, също така на Чукара всяка година се провежда кушията, на която се състезават най-добрите коне от района.

## Религии
Християнска, като преди Освобождението селото е населявано със смесено население – християнско и мюсюлманско. В местността Горското се намират турски гробища, запазени са каменни кръстове и плочи.
От 2007 г. с. Фурен има и своя църква.